# Мотовунський ліс
Мотову́нський л́іс (хорв. Motovunska šuma) — лісовий масив-заповідник, що розташувався між хорватськими містами Мотовун та Опрталь в східній частині півострова Істрія. Статус заповідника цим територіям був наданий в 1963 році рішенням Інституту охорони природи Хорватії. Площа лісового масиву — 275 га.

## Загальні відомості
Розташований в долині річки Мірна, ліс відомий найціннішими видами білого і чорного трюфелів. Мотовунській ліс — єдиний заплавний ліс Середземномор'я, що залишився недоторканим. Усього на земній кулі залишилося ще дві схожі території — на болгарському узбережжі Чорного моря і залишки дубових лісів на кордоні Албанії та Чорногорії. Раніше залишки таких лісів знаходилися і в долинах річок Неретва, Роа, Рон і т. ін., проте в наш час[коли?] їх долини розчищені і перетворені в сільськогосподарські угіддя.
У Мотовунському лісі, багатому рослинністю, переважають дуби (лат. Quercus rubor), польські ясени (лат. Fraxinus angustifolia), в'язи (лат. Ulmus minor). У лісі також представлені деревинний виноград (лат. Vitis vinifera ssp. Sylvestris), ломиніс (лат. Clematis sp.), плющ (лат. Hedera helix) і хміль (лат. Humulus lupinus).

## Історія
За часів правління на цих територіях Венеційської республіки існували суворі правила охорони лісових угідь, однак, з приходом правління австрійської монархії, ліси стали широко використовуватися як будівельні матеріали, а особливо цінні породи — для суднобудівних цілей. Таким чином було вирубано близько 2800 га. Пізніше угіддя зазнали перетворення у зв'язку з будівництвом дренажних каналів.
Згубним для лісів опинився і період правління французької адміністрації (1793-1813 рр.), проігнорувавши статус заповідних територій і в масовому порядку вирубавши практично чверть дерев у нижній частині Мотовунського лісництва. У 1817 році австрійське керівництво, яке прийшло на зміну французькому, скасувало статус заповідника і руйнування лісового масиву продовжилося.
В останні 50 років в Мотовунському лісі відбулися значні зміни. У зв'язку з хворобами, а також будівництвом нових доріг та штучних водойм, практично повністю зникла популяція в'яза, спостерігається висихання дуба та ясена. Також частина лісу була ліквідована для сільськогосподарських цілей.

## Збереження масиву
В даний час приймається ряд жорстких заходів, які можуть допомогти у збереженні Мотовунського лісового масиву: дозволяються лише санітарні вирубки із суворим обґрунтуванням можливих наслідків, також заборонено лікування дерев без попереднього дозволу регулюючих органів.